# 東海バス下田営業所
東海バス下田営業所（とうかいバスしもだえいぎょうしょ）は、静岡県下田市にある東海バスの営業所。東海自動車グループ創業の地の1つである下田・稲取地区の路線を主に担当する。
6ヶ所有る東海バス営業所では下田営業所が唯一JRの駅に発着する路線バスが存在しない。

## 歴史
- 1916年（大正5年）2月15日 - 下田自動車が天城峠経由で下田と大仁を結ぶ路線バスの運行を開始。伊豆半島におけるバス事業の始まりとされる[1]。
- 1932年（昭和7年）11月11日 - 下田自動車が東海自動車と合併[2]。
- 1999年（平成11年）
  - 2月17日 - 株式会社南伊豆東海バス設立[2]。
  - 4月1日 - 東海自動車から南伊豆地区の乗合バス事業が南伊豆東海バスに移管[2]。同社の事業所となる。
- 2006年（平成18年）10月 - 西武グループ・伊豆箱根鉄道系列の伊豆下田バスの会社解散に伴い、同社より乗合バス事業を譲受した。
- 2014年（平成26年）9月16日 - 稲取支所および新東海バス下田貸切事業所が下田事業所に統合[2]。
- 2020年（令和2年）4月1日 - 東海バスグループの再編に伴い、伊豆東海バス・南伊豆東海バス・西伊豆東海バス・新東海バス・東海バスオレンジシャトルが合併し、「株式会社東海バス」が発足。従来の事業所がそのまま東海バスの営業所となった[3]。

## 現行路線

### 一般路線
以下の路線を運行している。

#### 伊豆アニマルキングダム線
- 志津摩 - 伊豆稲取駅 - 稲取高校上 - 伊豆アニマルキングダム（S02）
  - 伊豆稲取駅 - 伊豆アニマルキングダム間の区間便もある。

#### 稲取高校上線
- 金原車庫 - 吉佐美 - 下田駅 - 柿崎 - 白浜海岸 - 板戸一色 - 下条 - 河津駅 - 今井浜 - 見高入谷口 - 志津摩 - 伊豆稲取駅 - 稲取高校上（S05）

- 河津七滝 - 湯ヶ野 - 谷津温泉 - 河津駅 - 今井浜 - 見高入谷口 - 志津摩 - 伊豆稲取駅 - 稲取高校上（S10）

#### 河津七滝・八丁池口線
- 河津駅 - 河津桜観光交流館 - 河津バガテル公園 （S25）
季節運行。

#### 天城線
- 河津駅 - 河津桜観光交流館 - 河津町役場 - 湯ヶ野 - 河津七滝 - 天城峠 - 昭和の森会館 - 浄蓮の滝 - 湯ヶ島 - 出口 - 修善寺駅（C50）
修善寺営業所と共管[5]。

#### 板戸一色線[6]
- （下田メディカルセンター - ）下田駅 - 柿崎（かきさき） - 白浜海岸 - 板戸一色（いたどいちき。S31）
- 下田駅 → 柿崎 → 白浜海岸 → 板戸一色 → 下条 → 河津駅（S32）
  - 毎日1便の運転である。
- 板戸一色 → 白浜海岸 → 柿崎 → 下田駅 → 稲生沢小学校（S33）
  - 1日1便の便のみの運行。

#### 蓮台寺・大沢口線[7]
- 下田中学校 - 下田駅 - 高根山口（S34）
- （下田メディカルセンター - ）下田駅 - 門脇 - 下田高校 - 蓮台寺 - 大沢口（S35）
  - 本系統は事業者単独では維持が困難なため、下田市の補助（下田市生活路線バス維持補助金）を受けて運行している。
- 下田駅 - 中村大橋 - 下田高校 - 蓮台寺（S36）
- 蓮台寺駅 → 下田高校 → 蓮台寺（S37）
- 下田中学校 → 下田駅 → 門脇 → 大沢口（S38）

#### 須崎・爪木崎線[7]
- 下田駅 - 柿崎神社前 - 爪木崎入口 - （須崎海岸） - 爪木崎入口 - 御用邸前 - 爪木崎（S40）
- （下田メディカルセンター/下田中学校 - ）下田駅 - 柿崎神社前 - 爪木崎入口 - 須崎海岸（S41、下田中学校発はS43）
  - S41系統は事業者単独では維持が困難なため、下田市の補助（下田市継続困難バス事業補助金）を受けて運行している。

#### 金原車庫線
- 金原（かなばら）車庫 → 吉佐美（きさみ） → 下田駅 → 下田中学校（S48）
  - 下田駅 → 下田中学校間を延伸し、系統番号をS58からS48に変更。

#### 堀切線[7]
- 下田中学校 - 下田駅（S45）
- 下田メディカルセンター - 下田駅 - 下田中学校 - 白岩山 - 堀切（S47）
  - 2010年代前半までは堀切からさらに下賀茂まで路線を延ばしていたが、同区間の廃止により現在の運行ルートとなっている。[8]また、路線名称を大賀茂線から堀切線へ名称変更。
  - 本系統は事業者単独では維持が困難なため、下田市の補助（下田市継続困難バス事業補助金）を受けて運行している。

#### 下田海中水族館線[6]
- 下田駅 - 海中水族館（S50）

#### 休暇村・石廊崎線
- （蓮台寺 - 下田高校 - 中村大橋 - ）下田駅 - 吉佐美 - 金原車庫 - 日野 - 休暇村 - 手石 - 石廊崎港口 - 石廊崎港（休暇村非経由はS51、休暇村経由はS53）
- 休暇村 → 日野 → 金原車庫 → 吉佐美 → 下田駅（S52）
- 下田駅 - （下田メディカルセンター） - 吉佐美 - 金原車庫 - 日野 - 休暇村 - 手石 - 石廊崎港口 - 石廊崎オーシャンパーク（S53）
  - 本系統は事業者単独では維持が困難なため、国（地域間幹線系統確保維持費国庫補助金）・県（バス運行対策費補助金）の補助を受けている。
- 中木 - 石廊崎オーシャンパーク（S54）
  - 特定日のみ1往復する運行となっている系統。2025年度は8/29～9/27までの土日祝運行となっている。

#### 下賀茂・中木・子浦・伊浜線
- 下田駅（ - 下田メディカルセンター） - 吉佐美 - 金原車庫 - 日野 - 下賀茂（ → 上賀茂）（S60）
  - 一部便は下田メディカルセンター経由。上賀茂行は朝1便のみ運行。
- 伊浜 → 子浦 → 吉祥 → 蝶ヶ野 → 下賀茂 → 日野 → 金原車庫 → 吉佐美 → 下田駅 → 中村大橋 → 下田高校 → 蓮台寺（S63）
  - 毎日朝1便のみ運行。
- 中木 → 中木口 → 入間 → 差田 → 上二条 → 下賀茂 → 日野 → 金原車庫 → 吉佐美  → 下田駅 → 中村大橋 → 下田高校 → 蓮台寺（S64）
  - 開校日の朝1便のみ運行。

下賀茂発着の一部の便は南伊豆町自主運行バスとして運行されている。また下賀茂でこれらの自主運行バスに接続するダイヤが組まれている（後述）。下田駅 - 下賀茂方面はもともと東海バスの自社路線と南伊豆町の自主運行路線が混在していた。そうした中コロナ禍により、利用者減少のため自社路線が事業者単独では維持が困難となった。しかし、自主運行路線についても収支が悪化したため自主運行路線に加えることは難しくなった。そこで考えられたのが下田駅 - 下賀茂間を自社路線（S60系統（上賀茂行は除く）は事業者単独では維持が困難なため、国（地域間幹線系統確保維持費国庫補助金）・県（バス運行対策費補助金）の補助を受ける）、下賀茂 - 子浦・伊浜/中木方面を自主運行路線にするというものである。2023年10月のダイヤ改正で日中の大半の便は下賀茂で系統分割を行った。自主運行路線の下田駅・下賀茂線は本路線に組み込まれた。

#### 松崎高校線
- 金原車庫 - 日野 - 下賀茂 - 上二条 - 差田 - 吉祥 - 子浦 - 波勝崎口 - 松崎高校（S80）

### 受託路線
各自治体から委託を受けて以下の自主運行バスを運行している。

#### 下田市自主運行バス

##### 田牛線
- 下田駅 - 吉佐美 - 大浜海岸 - 竜宮窟 - 田牛（とうじ。S57）
  - 本路線は1999年4月1日に自主運行バス路線となった。2010年代前半までは1日1.5往復の運転だったが[8]、その後田牛サンドスキー場や竜宮窟を訪れる観光客が増えたことから増便されている。

#### 順天堂大学病院線
- 順天堂大学病院 - 修善寺駅 - 出口 - 湯ヶ島 - 梨本 - 蓮台寺駅 - 下田駅
  - 運行当初は伊豆の国市にある順天堂大学医学部附属静岡病院[11]から修善寺駅・河津駅・下田駅・下賀茂を結ぶ路線であった[12]。通院や見舞い客の利便性を高めるため、南伊豆東海バス（当時）・順天堂大学医学部附属静岡病院・南伊豆町・下田市・河津町・東伊豆町の協議により2001年から運行している[13]。順天堂病院を含まない区間のみの利用は不可であった[12]。
  - 当路線は沿線市町と順天堂大学病院の支援を受けた東海バスの事業者路線であったが、2025年4月1日改正から下田駅 - 下賀茂間を短縮した。また、2025年4月1日～同年9月30日まで新経路で実証運行を行う（下田市自主運行バス路線）。2025年10月1日からは天城峠線の一系統として運行開始する。現状、天城峠線は修善寺駅 - 河津駅を結ぶ路線であり、10往復運行されている（地域間幹線系統）。これを6～7往復にして、2～3往復を修善寺駅 - 蓮台寺駅 - 下田駅系統に、1.5往復を順天堂大学病院 - 下田駅系統に振り替えられる予定。これらの路線は事業者単独では継続が困難なことから、国の補助（地域間幹線系統確保維持費国庫補助金）を受けて運行する予定[14]。
  - 梨本 - 下田駅間では河津下田道路経由で途中経由地は蓮台寺駅となる。
  - 順天堂大学病院 - 修善寺駅間は順天堂病院行は降車扱いのみ、下田駅行が乗車扱いのみ。

#### 東伊豆町自主運行バス
志津摩・大川公民館線（大川線）
- 大川公民館 - 北川温泉 - 熱川温泉 - 白田海岸 - 稲取高校上 - 伊豆稲取駅 - 志津摩（S01）
  - 本路線は1999年4月1日に自主運行バス路線となった。
  - 平日のみ運行
  - 現在は全便伊東営業所が運行。

#### 河津町自主運行バス

##### 稲取高校上線
- 志津摩 - 小学校前 - 伊豆稲取駅 - 稲取高校上（S03）
  - 小学校前発稲取高校上行、伊豆稲取駅発稲取高校上行もある。

##### 河津七滝線（河津七滝・八丁池口線）
- 河津駅 - 谷津温泉 - 湯ヶ野 - 河津七滝（S11）
- さくら幼稚園 - 河津駅 - 河津桜観光交流館 - 湯ヶ野 - 河津七滝（S12）
- 河津駅 - 河津桜観光交流館 - 河津町役場 - 湯ヶ野 - 河津七滝（S12）

##### 縄地線（河津七滝・八丁池口線）
- （さくら幼稚園 - ）河津駅 - 下条（S20）

##### 入谷中村線（河津七滝・八丁池口線）
- （さくら幼稚園 - ）河津駅 - 今井浜 - 見高入谷口 - 入谷中村（S21）
  - さくら幼稚園発着系統は伊東営業所が運行。
  - 上記4路線は1999年4月1日に自主運行バス路線となった。

#### 南伊豆町自主運行バス
すべての路線で県（市町自主運行バス事業費補助金）及び南伊豆町（南伊豆町自主運行バス事業補助金）の補助を受けて運行している。

#### 下田・子浦線（下賀茂・中木・子浦・伊浜線）
- 下田駅 - 吉佐美 - 金原車庫 - 日野 - 下賀茂 - 蝶ヶ野 - 吉祥 - 子浦（S62）
- 子浦 → 吉祥 → 蝶ヶ野 →下賀茂 → 日野 → 金原車庫 → 吉佐美 → 下田メディカルセンター → 下田駅（S62）
  - 下りは開校日1便のみ運行。上りは毎日3便運行。また上り2便で下田メディカルセンターを経由する。

#### 下賀茂・子浦線（下賀茂・中木・子浦・伊浜線）
- 下賀茂 - 蝶ヶ野 - 吉祥 - 子浦（S82）
  - 毎日1往復のみ運行。

##### 下田・伊浜線（下賀茂・中木・子浦・伊浜線）
- （蓮台寺 ← ）下田駅 - 吉佐美 - 金原車庫 - 日野 - 下賀茂 - 蝶ヶ野 - 吉祥 - 子浦 - 伊浜（S63）
  - 蓮台寺行は朝1便のみ運行。下りは毎日夜1便のみ運行。

##### 下賀茂・伊浜線（下賀茂・中木・子浦・伊浜線）
- 下賀茂 - 吉祥  - 子浦 - 伊浜（S83）
- 伊浜 → 波勝崎口 → 子浦 → 吉祥 → 下賀茂（S83）
  - 波勝崎口経由は開校日のみ運行。

##### 下田・中木線（下賀茂・中木・子浦・伊浜線）
- 中木 → 中木口 → 入間 → 差田 → 上二条 → 下賀茂 → 日野 → 金原車庫 → 吉佐美 → 下田メディカルセンター → 下田駅（S64）
  - 毎日1便のみ運行。

##### 下賀茂・中木線（下賀茂・中木・子浦・伊浜線）
- 下賀茂 - 上二条 - 差田 - 入間 - 中木口 - 中木（S68）

##### 下賀茂・天神原線（蛇石・天神原線）
- 下賀茂 - 上賀茂 - （毛倉野） - 市の瀬 - 蛇石（じゃいし） - 天神原（S71。毛倉野経由はS70）
- 下賀茂 → 上賀茂 → 毛倉野 → 別当 → 市の瀬 → 蛇石 - 天神原（S72）
  - 下賀茂線に接続するダイヤが組まれている。上記6路線は1999年4月1日に自主運行バス路線となった。

### 定期観光バス
伊豆急下田駅を起点に下田港や下田海中水族館、下田ロープウェイなどの下田市内の観光地を巡る定期観光バス「下田名所めぐり遊覧バス」を運行している。
午前コースと午後コースがあり、午前コースはさらに季節毎に異なるコースに分かれている。

## 休廃止・移管路線

### 一般路線

#### バサラ峠線
- 下田駅 - 中村大橋 - 蓮台寺駅 - 下箕作 - 下田セントラルホテル - バサラ峠 - 小杉原 - 大沢温泉口 - 松崎 - 堂ヶ島（ - 田子 - 田子上 - 宇久須）
  - かつては「西伊豆ライナー」の愛称があり、また特急バスとして運行していた[16]。一部の便は田子上・宇久須発着。西伊豆東海バス（当時）との共同運行だったが、東海バスグループ内での競合状態を見直して効率的な運用を行うために撤退したため、同社の単独運行となった[17]。

- 下田駅 - 柿崎 - 白浜海岸 - 板戸一色 - 下条 - 河津駅 - 河津町役場 - 湯ヶ野 - 河津七滝 - 天城峠 - 昭和の森会館 - 浄蓮の滝 - 湯ヶ島 - 出口 - 修善寺駅（S90）
1日2往復[18]。2020年4月1日現在、下田駅 - 河津駅間（S32）と河津駅 - 修善寺駅間（C50）の2系統に分割されている[19]。

#### 堀切線[7]
- （下田メディカルセンター - ）下田駅 - 岩下 - 白岩山 - 堀切（S46）

#### 河津七滝・八丁池口線
- 河津駅 - 河津桜観光交流館 - 河津町役場 - 湯ヶ野 - 河津七滝 - 八丁池口（S13）
- 河津七滝 - 八丁池口（S14）
上記2系統は運行日前日の天気予報で降水確率が70%以上の場合運休する[20]。

#### 休暇村・石廊崎線
- 石廊崎オーシャンパーク - 中木口 - 差田 - 吉祥（S55）
  - 一部系統の廃止。マーガレットライン線の接続系統であったことから併せて2025年3月末をもって廃止。

#### ML（マーガレットライン）線
下田駅 - （下田メディカルセンター） - 吉佐美 - 金原車庫 - 日野 - 下賀茂 - 蝶ヶ野 - 吉祥 - 子浦 - 波勝崎口 - 雲見温泉 - 長八美術館 - 松崎 - 堂ヶ島（W60）
松崎営業所と共管。利用者減少のため、2025年3月末をもって廃止。

### 下田市自主運行バス

#### 賀茂逆川線
- 下田駅 - 門脇 - 高根山口 - 下箕作 - 賀茂逆川（S32）
- 下箕作 - 賀茂逆川（S33）
賀茂逆川線は下田市自主運行バスとして受託運行していたが、2018年9月30日に運行終了した[22]。翌日より代替として、下田市のコミュニティバス稲梓循環線（いなみん号）が運行開始した（運行委託先：伊豆バス）[22]。

### 南伊豆町自主運行バス
- 下田駅 - 吉佐美 - 金原車庫 - 日野 - 下賀茂（S60）
  - 休校日夜1便のみ運行していた。下賀茂・子浦・伊浜・中木線に統合された。

## 車両
なお、2020年3月14日より東日本旅客鉄道（JR東日本）・伊豆急行の特急列車「サフィール踊り子」が運行開始したのに合わせ、下田名所めぐり遊覧バスに使用する車両に同列車と同じデザインのラッピングが施されている。

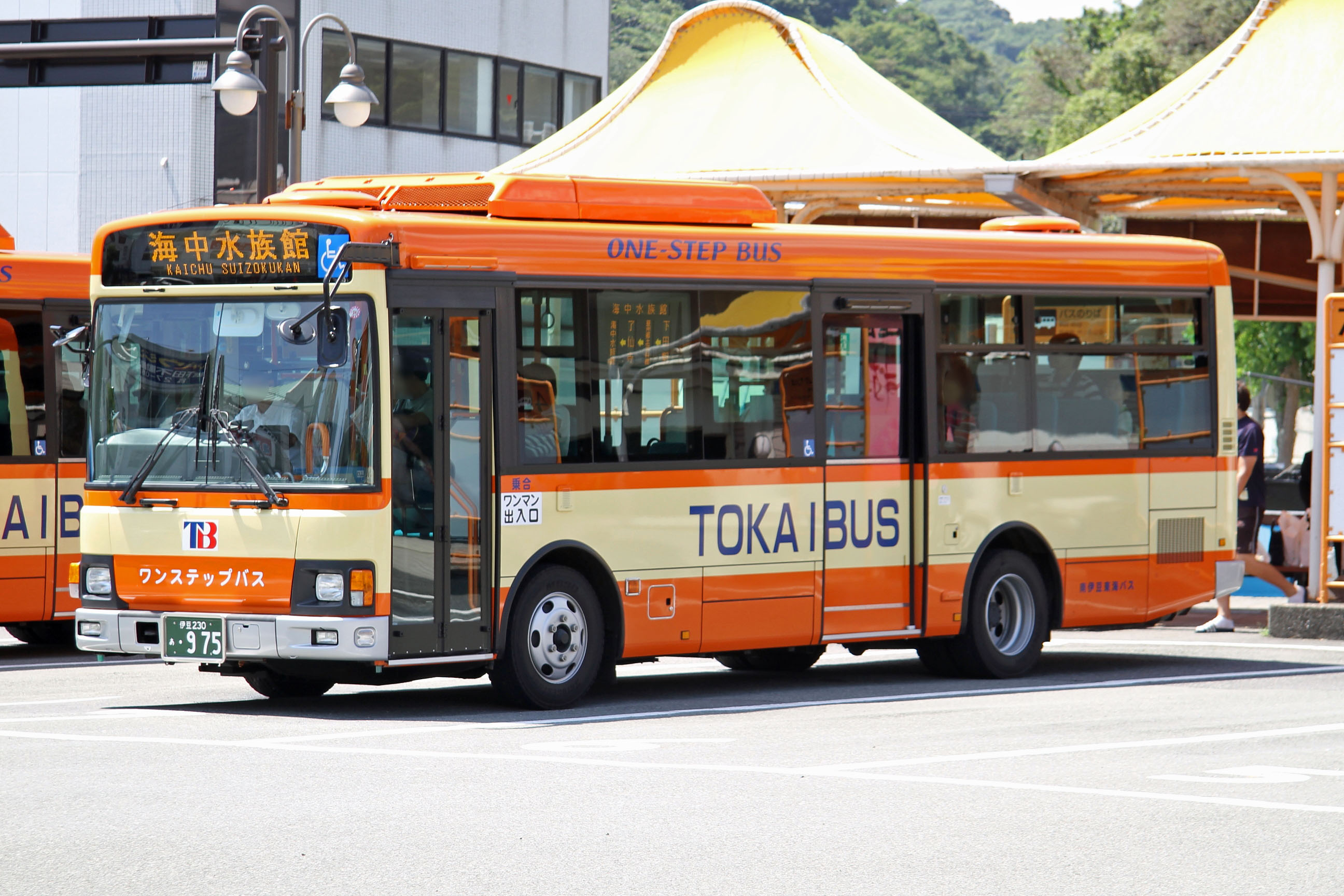
路線バス車両
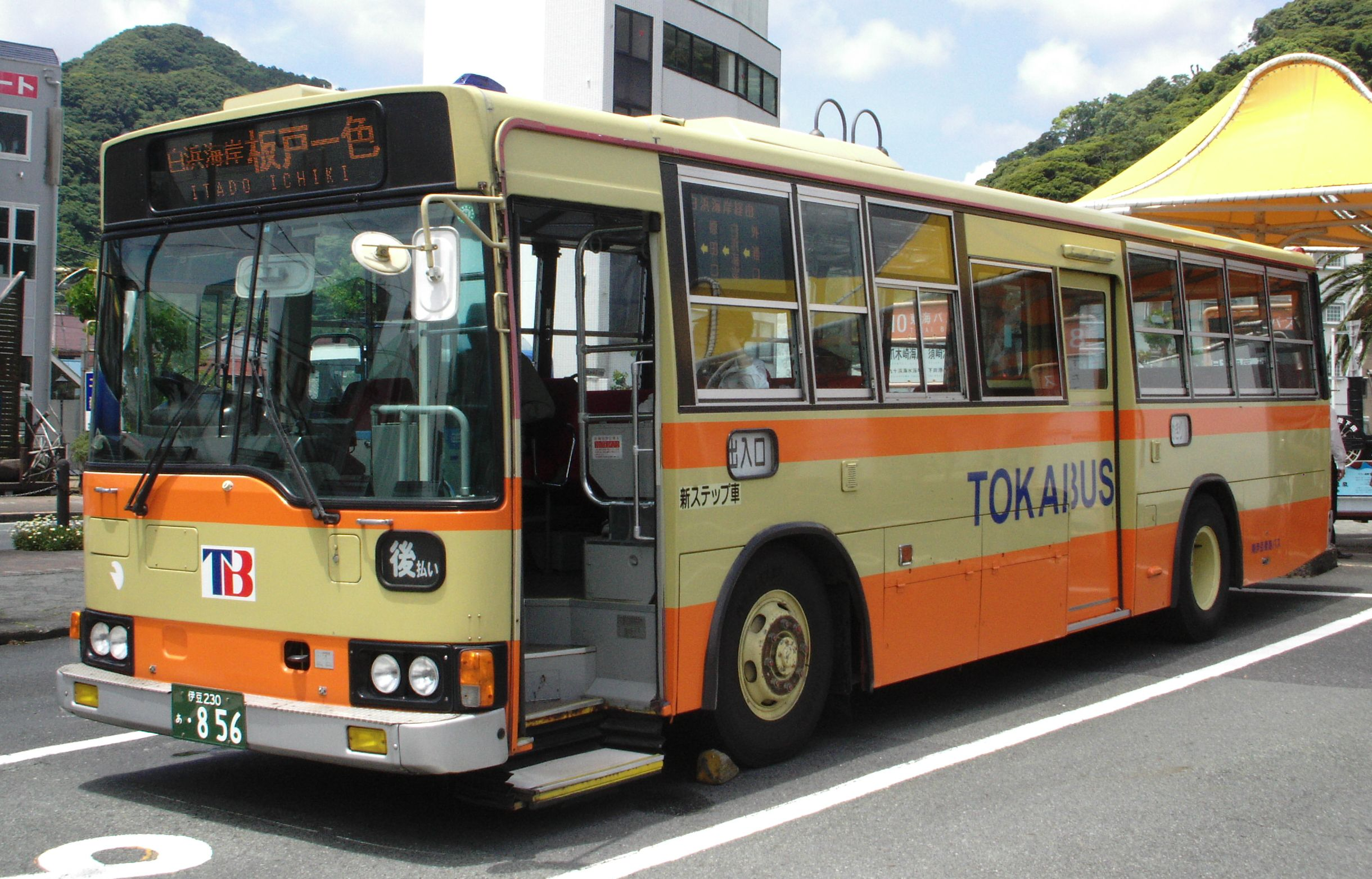
神奈川中央交通からの移籍車両

## 旧会社
株式会社南伊豆東海バス（みなみいずとうかいバス）は、かつて存在した小田急グループ・東海自動車の子会社である。本社を静岡県下田市、登記上の本店を静岡県伊東市においていた。

## 参考資料
- 『16 東海自動車』BJエディターズ〈バスジャパン・ハンドブックシリーズ〉、1993年。ISBN 4795277729。